# Fontaine du Pilori (Saint-Jean-d'Angély)
Pour les articles homonymes, voir Fontaine du Pilori.
La fontaine du Pilori est située à Saint-Jean-d'Angély, en France. L'immeuble a été classé au titre des monuments historiques en 1892.

## Historique
La fontaine est initialement la margelle du puits du château de Brizambourg construite en 1546 comme en témoigne la date inscrite sur le monument.
Le monument est installé à sa place actuelle, à l'emplacement du puits du canton du pilori, sur la place du pilori en 1819.
Le bâtiment est classé au titre des monuments historiques par arrêté du 24 avril 1892.

## Architecture

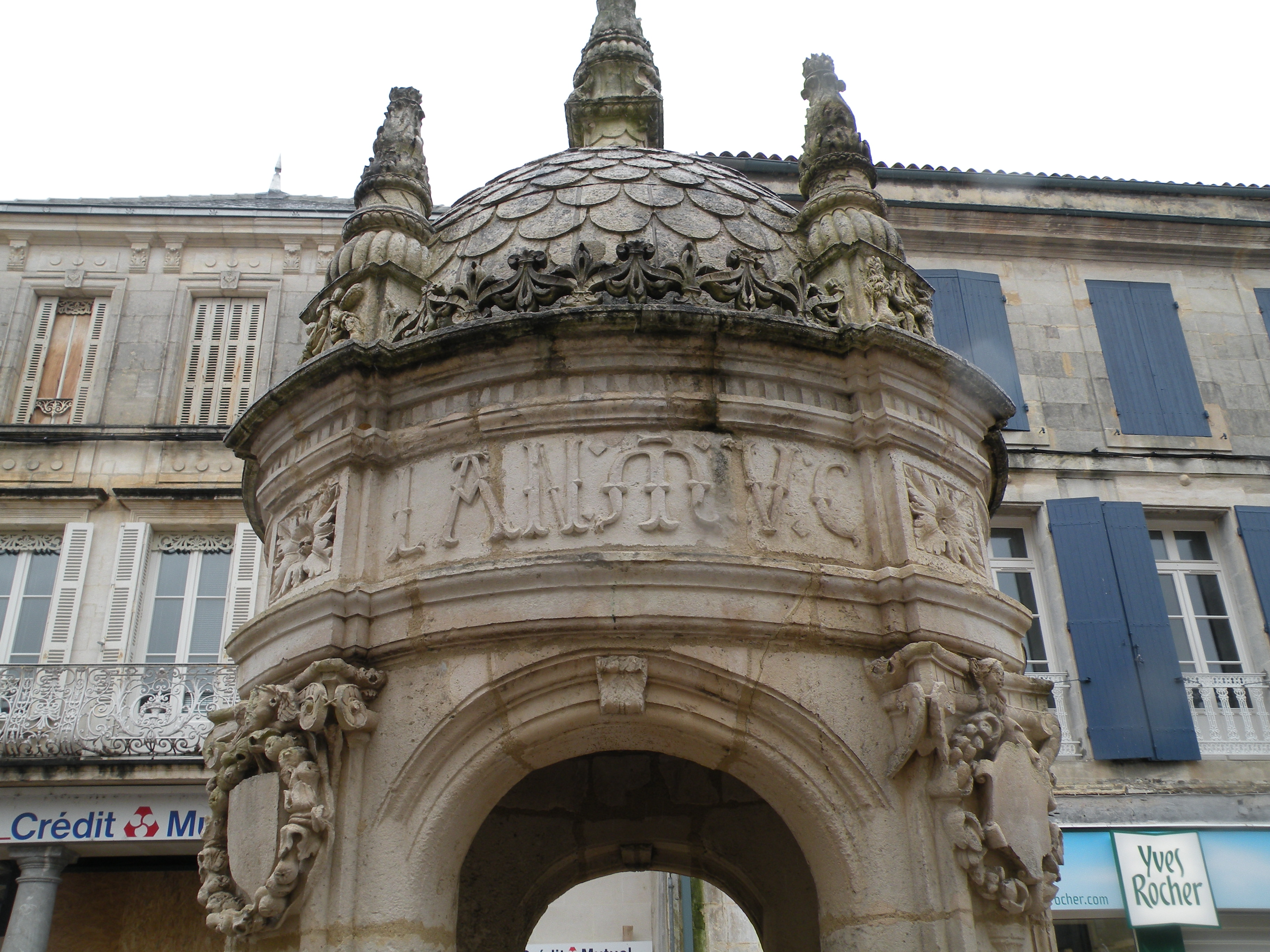

Diverses inscriptions ponctuent le monument.  Sur la frise : « IE FVS EDIFIEZ ET ASSIZ LA MVCXVI. ». Après des travaux de réfection, une dédicace rappelle l'installation de la fontaine en 1819 sous le règne de Louis XVIII.